# Bulambuli (district)
Bulambuli is een district in het oosten van Oeganda. Hoofdstad van het district is de stad Bulambuli. Het district telde in 2014 174.513 inwoners en in 2020 naar schatting 230.600 inwoners op een oppervlakte van 693 km². Van de bevolking woont 90% op het platteland. Een deel van het district beslaat de flanken van Mount Elgon. Bezienswaardigheden daar zijn de watervallen van Simu en Sisiyi.
Het district werd in 2009 opgericht door afsplitsing van het district Sironko. Het grenst aan de districten Nakapiripirit, Kapchorwa, Sironko en Bukedea. Het district is opgedeeld in 19 sub-counties, 107 gemeenten (parishes) en telt 1.169 dorpen.